# 血便
血便（けつべん、hematochezia）とは、自己の血液の付着や混入した便で、肉眼的に出血が確認されない検便にて指摘される「便潜血」や、便表面に付着する程度から便全体に血液が混ざっているもの、便に血が混じっている全ての状態を指す。血液の比率が高く液状の場合は下血（げけつ）または血性下痢（けっせいげり）と表現される。

## 解説
一般的には血便とは赤色から赤褐色の便であるが、その原因のほとんどは下部消化管出血による。裂肛などの肛門周囲病変での出血は、便の表面に血液が付着するもので、便と血液が混じり合っていないことで判断される。
血便をきたす疾患は重大なものが多く、後述、「警戒すべき状態」にある症候を示した際は早急な医療機関への受診が必要、トイレットペーパーに血が付着するだけの状態であれば、1-2日の診察遅れは問題にならないとされる。
上部消化管、下部消化管の口側よりで出血し、消化（化学的修飾）された血液は黒色を呈し、黒色便（メレナ: melena）、粘液を伴えば粘血便（ねんけつべん）、膿と粘液を伴えば膿粘血便（のうねんけつべん）と呼ばれる。

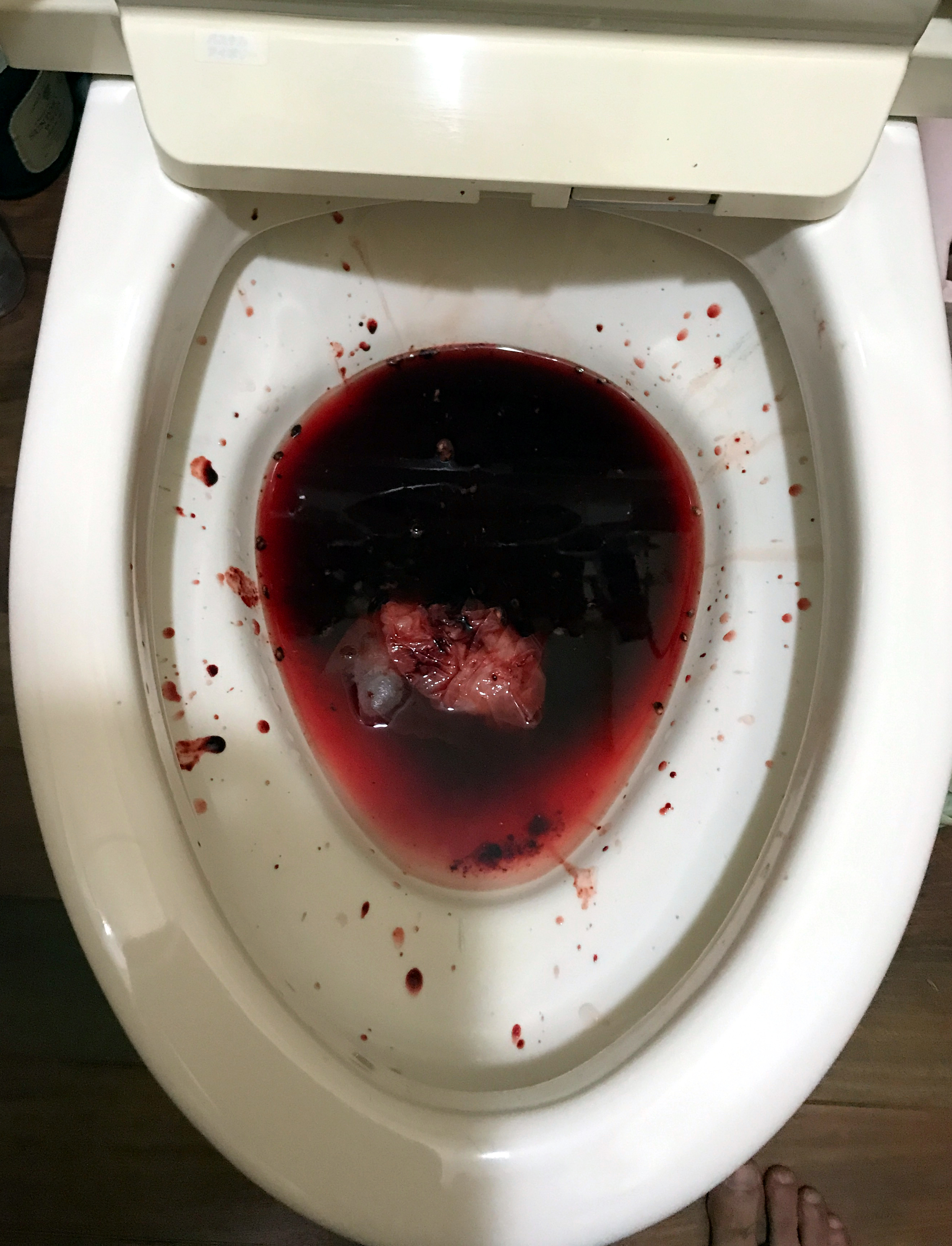

## 警戒すべき状態
血便および下血症状と前後して、失神、低血圧、蒼白、発汗、心拍数の増加（毎分100回を超える）、250 mlを超える出血を生じた場合、循環血液量減少または出血性ショックが示唆される。

## 血便をきたす主な疾患

### 消化器系
- 大腸癌
- 絞扼性イレウス
  - 腸重積症 - 乳幼児の血便をきたす代表的な疾患の一つ。激しい腹痛で泣き叫ぶ乳幼児に浣腸をして「イチゴジャム状の粘血便」が出た場合、この病気を疑う必要性がある。緊急性の高い疾患である。
  - 腸捻転症
- 潰瘍性大腸炎
- クローン病
- 薬剤性腸炎（出血性大腸炎）
- 虚血性大腸炎
- 憩室出血
- 中毒性巨大結腸症 - 緊急性の高い疾患である。

### 血液系
- 血小板減少性紫斑病
- 白血病
- 再生不良性貧血
- 播種性血管内凝固症候群（DIC）

### 循環系
- 上腸間膜動脈血栓症 - 緊急性の高い疾患である。
- 結節性多発動脈炎

### 感染症

#### 腸管感染症
- 細菌性胃腸炎 - サルモネラ、カンピロバクター、腸炎ビブリオなど
  - 細菌性赤痢（赤痢菌による出血性大腸炎） - 疾患の名称は「赤い下痢」に由来する。血便が出るのは赤痢菌が産出するベロ毒素（志賀毒素）が大腸の血管壁を破壊するため。
  - 腸チフス・パラチフス
  - 腸管出血性大腸菌O157感染症（出血性大腸炎） - 典型的な症例では「糞便成分がほとんどなく、血液のみ」というような状態になる。腸管出血性大腸菌は赤痢菌と同様にベロ毒素を産出する。
- 腸結核（結核菌による腸の炎症）
- 偽膜性大腸炎（クロストリジウム・ディフィシル腸炎）
- アメーバ赤痢 - 臨床医学の教科書ではしばしば「イチゴゼリー状の粘血便」と形容される。

#### 全身感染症
- レプトスピラ症（ワイル病）
- ウイルス性出血熱
  - エボラ出血熱（エボラウイルス病）
  - マールブルグ病
  - ラッサ熱
  - 南米出血熱
  - クリミア・コンゴ出血熱（CCHF）
  - 重症熱性血小板減少症候群（SFTS）
  - 腎症候性出血熱
  - 黄熱
  - デング出血熱

#### 寄生虫
- 日本住血吸虫症

### 中毒
- 黄色ブドウ球菌食中毒（重症例）
- ウェルシュ菌食中毒（重症例）
- 毒キノコによる中毒 - 特に、アマトキシン類を産生する毒キノコは血便がみられる頻度が高い。
- 有毒植物による中毒
- 誤飲（電池、漂白剤、農薬など）
- 毒蛇の出血毒

### 栄養失調
- ペラグラ（ナイアシン欠乏症）
- 壊血病（ビタミンC欠乏症）
- ビタミンK欠乏性出血症